# Mussurana montana
Espèce
Synonymes
- Clelia montana Franco, Marques & Puorto, 1997

Mussurana montana  est une espèce de serpents de la famille des Dipsadidae.

## Répartition
Cette espèce est endémique du Brésil. Elle se rencontre dans le nord-ouest de l'État de São Paulo et dans le sud du Minas Gerais.

## Description
L'holotype de Mussurana montana, un mâle adulte, mesure 946 mm dont 157 mm pour la queue.

## Étymologie
Son nom d'espèce, du latin montana, « de montagne, montagneux », lui a été donné en référence au fait que tous les spécimens collectés pour la description de cette espèce l'ont été en régions montagneuses.

## Publication originale
- Franco, Marques & Puorto, 1997 : Two new species of colubrid snakes of the genus Clelia from Brazil. Journal of Herpetology, vol. 31, no 4, p. 483-490 (texte intégral).